# Версификация
Версификацията (от лат. versus – стих и facio – правя) е термин в поетиката, синоним на стихознание и стихосложение. Представлява процеса и техниката на създаване на стихове съобразно правила и изисквания, съобразени с особеностите на дадена метрика.
В отрицателен смисъл може да се възприеме като синоним на стихоплетство, т.е. обръщане на изкуството на създаване на стихове в занаят.
Версифицирана версия ще рече поетическа версия на прозаически текст.